# 1632

## Esdeveniments
- Gustau II Adolf intervé en la Guerra dels Trenta Anys
- Guerra civil a Etiòpia amb persecució dels grups catòlics.[1]
- Guerra de Smolensk entre la Confederació de Polònia i Lituània i Rússia[2]
- Rembrandt pinta la Lliçó d'anatomia del Dr. Nicolaes Tulp
- Didactica magna de Jan Amós Comenius
- Fundació de la borsa de Frankfurt
- El Quebec, que habia passat a mans angleses durant la Guerra anglo-francesa (1627–1629) torna a poder francès pel Tractat de Saint-Germain-en-Laye (1632)[3]
- Ribera pinta L'escultor cec

## Naixements
- 14 de febrer, Weston-under-Lizard: Elizabeth Wilbraham, primera dona arquitecta coneguda, l'obra de la qual havia estat atribuïda a homes.[4]
- 18 de febrer, Bolonya (Itàlia): Giovanni Battista Vitali, compositor italià (m.1692)[5]

- 29 d'agost, Wrington, Regne d'Anglaterra: John Locke, filòsof empirista (m. 1704).[6]
- 20 d'octubre, East Knoyle, Wiltshire (Anglaterra): Sir Christopher Wren científic i arquitecte anglès (m. 1723).[7]
- 31 d'octubre (bateig), Delft, Holanda): Johannes Vermeer, pintor.
- 24 de novembre, Amsterdam: Baruch Spinoza, filòsof
- Erfurt: Kaspar von Stieler, escriptor i lingüista en alemany

## Necrològiques
- 17 de febrer - Barcelona: Pere Antoni Serra, 90è President de la Generalitat de Catalunya.
- 23 de febrer - Roma: Joan Baptista Vives, jurista, diplomàtic i mecenes, fundador del Pontifici Col·legi Urbanià de Propaganda Fide (n. 1545).[8]
- 14 de març - Japó: Tokugawa Hidetada, 33è shogun.